# Cipselo
Cìpselo di Petra (in greco antico: Κύψελος?, Kýpselos; VII secolo a.C.) figlio di Eezione e di Labda, è stato tiranno di Corinto dal 657 al 628 a.C., primo della dinastia dei Cipselidi cui diede origine e nome.

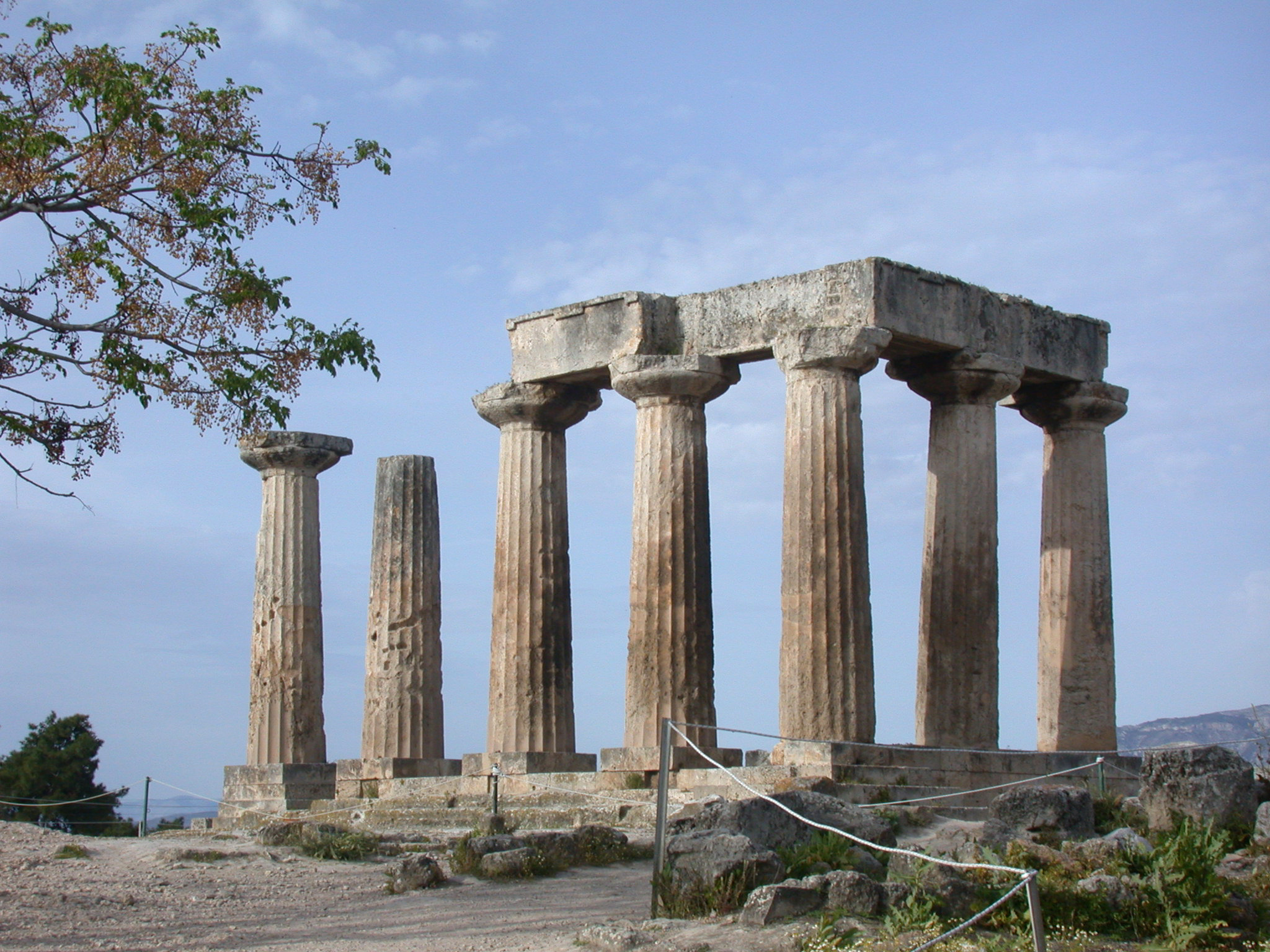
Il Tempio di Apollo a Corinto.

La dinastia si estinse con l'uccisione dell'ultimo discendente, Psammetico (da non confondere con l'omonimo faraone). Platone, nel cap. XII del Fedro, ancora nel 410 circa ricorda la statua dei Cipselidi in Olimpia, presumibilmente nel Tempio di Era, dove fu portata la cassa di legno che salvò Cipselo dal tentativo di omicidio dei Bacchiadi.
La sua nascita, avvolta nella leggenda, fu caratterizzata dal clima di sanguinaria violenza tipica dell'epoca, violenza che fu, poi, la caratteristica della tirannia che instaurò a Corinto.

## Scenario storico
Corinto in quel periodo era retta da una oligarchia dominata dalla stirpe dei Bacchiadi che per perpetuare il proprio potere praticavano l'endogamia consortile.
(Erodoto, Le Storie, V, 92, β1, trad. Claudio Moreschini, BUR, 2008)
Un membro dei Bacchiadi, Anfione, aveva una figlia zoppa, Labda, che a causa del proprio difetto fisico fu rifiutata come moglie dagli altri appartenenti alla consorteria.
Eezione, figlio di Echecrate, discendente da Lapita, non appartenente alla consorteria bacchiade ma politicamente vicino a loro si offerse di sposarla.

## Biografia

### La nascita
Dopo l'unione con Labda, Eezione, nel ritardo di una prole e temendo di non avere figli, interrogò l'oracolo di Delfi che tramite la Pizia gli predisse la nascita di un figlio che avrebbe abbattuto i Bacchiadi, sostituendosi a loro nel governo di Corinto. 
(Erodoto, op. cit., V, 92, β2)
I Bacchiadi venuti a conoscenza del vaticinio lo collegarono a un altro precedente che non avevano saputo interpretare e, comprendendone ora il reale significato, progettarono di eliminare il nascituro non appena fosse venuto alla luce.

### Il complotto

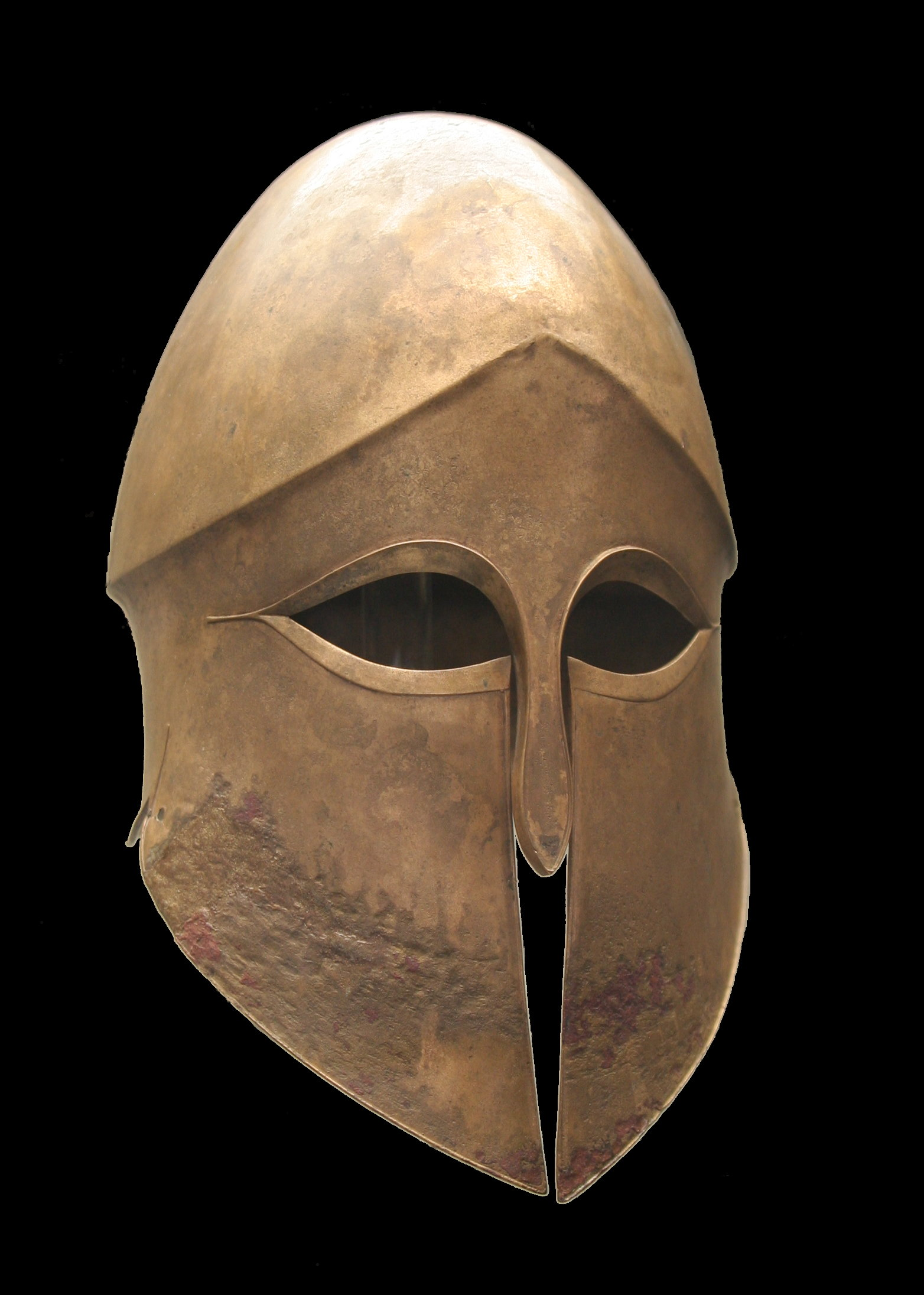
Elmo corinzio

Quando Labda partorì inviarono dieci sicari alla casa di Eezione, a Petra, per uccidere il bambino. I sicari chiesero il piccolo nato alla madre, che lo consegnò pensando che lo volessero portare dal padre Eezione.

Il piano prestabilito era che il primo dei sicari che avesse preso in braccio il bambino, una volta allontanatisi, lo avrebbe ucciso scagliandolo per terra. Ma gli dei non volevano e fecero sorridere il bambino all'uomo che per primo lo aveva preso, questi impietositosi lo passò ad un altro complice fino al decimo senza che nessuno riuscisse a uccidere il bambino per il sorriso che aveva.

Restituirono, quindi, il bambino alla madre, iniziarono a litigare e, rinfacciandosi reciprocamente la propria debolezza, accusarono il primo complice, che avrebbe dovuto uccidere il bambino come stabilito, di non essere stato ai patti. Dopo un po' decisero di ripetere il tentativo e di uccidere, questa volta tutti insieme, il bambino, 
(Erodoto, op. cit. V, 92, δ 1)

La madre del piccolo, Labda, che aveva ascoltato la loro lite e finalmente comprese le loro reali intenzioni infanticide, intuendo che avrebbero attuato un secondo tentativo, nascose il bambino in una cassa di legno, 
(Erodoto, op. cit. V, 92, δ 1)

I sicari ritornarono da Labda, richiesero il bambino e, non trovandolo dopo averlo cercato, decisero di rientrare e di mentire ai loro mandanti affermando di avere compiuto la missione assassina. 
(Erodoto, op. cit. V, 92, δ 2)
Così si salvò il figlio di Eezione e di Labda: gli fu dato il nome di Cipselo a memoria della cassa che lo aveva salvato.

### La tirannia
Divenuto adulto Cipselo interrogò l'oracolo di Delfi, il quale vaticinò che sarebbe divenuto re di Corinto. 
(Erodoto, op. cit. V, 92, ε 2)
Forte di questa profezia attaccò e prese Corinto abbattendo l'oligarchia bacchiade e i suoi sostenitori, molti furono uccisi, altri furono esiliati ed espropriati.

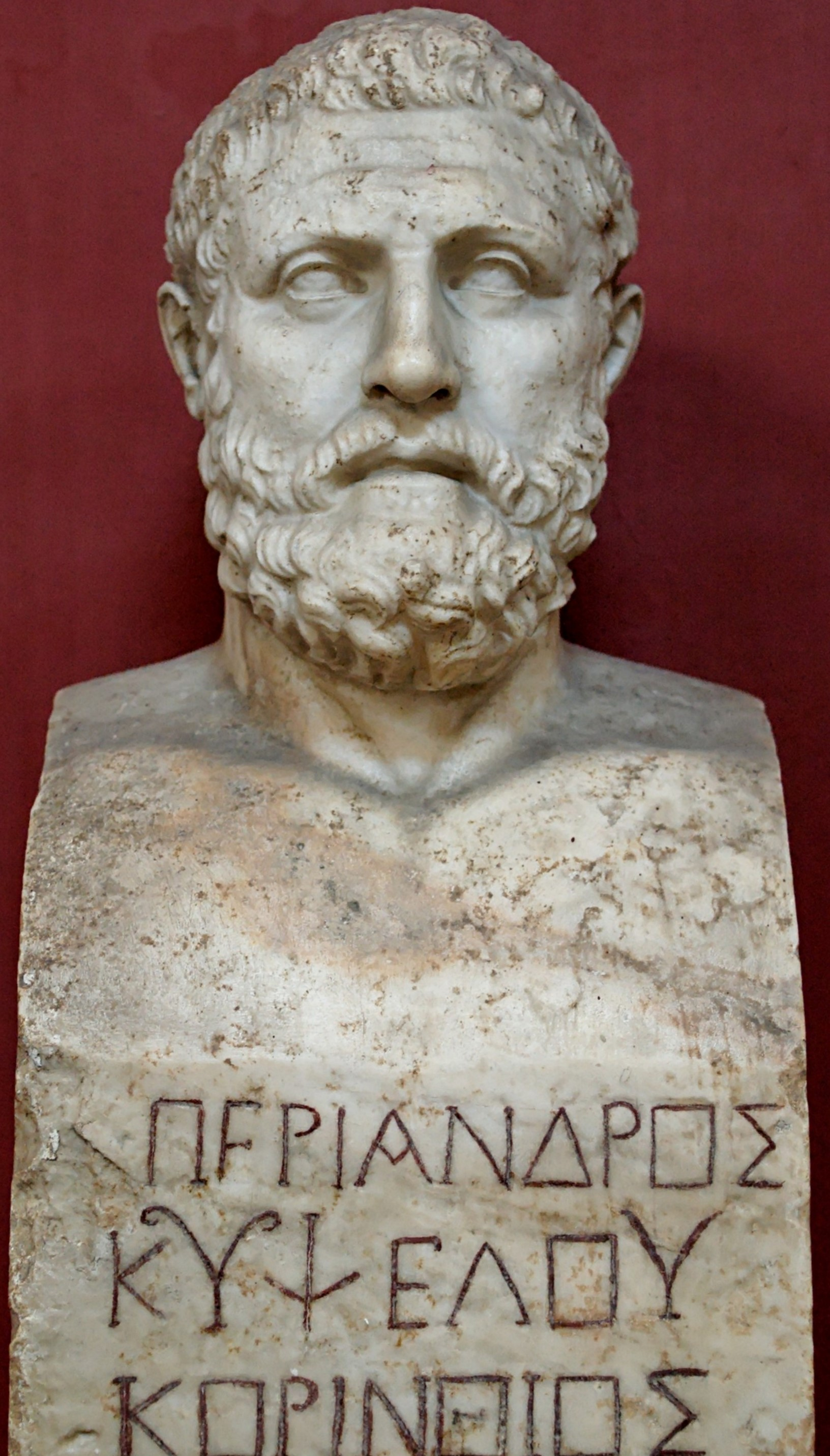
Periandro

In memoria dello scampato pericolo al momento della sua nascita dedicò a Olimpia un'arca di cedro riccamente ornata e istoriata.
Sotto il suo governo, comunque, la città continuò il suo sviluppo commerciale e soprattutto urbanistico, realizzando un tempio per il dio Poseidone, il più grande tempio dorico della Grecia.
Durante il suo governo la ceramica di Corinto fu la più diffusa nel Mediterraneo.

Cipselo esercitò la tirannia su Corinto per trenta anni con un regime duro e sanguinario superato in questo solo da quello del figlio, Periandro, che gli succedette, 
(Erodoto, op. cit. V, 92, γ 1)

### Erodoto
Erodoto, dopo avere narrato la storia di Cipselo, del figlio Periandro e della loro dominazione su Corinto, criticò le loro azioni sanguinarie, e, ponendole come esempi emblematici negativi e comuni di tutte le tirannidi, lanciò il proprio appello: 
(Erodoto, op. cit. V, 92, η 4, 5)